# Garganta de Chilla
La garganta de Chilla es un curso de agua de la península ibérica, que discurre por la vertiente sur de la sierra de Gredos, en la provincia española de Ávila. Perteneciente a la cuenca del Tajo, desemboca en la garganta de Alardos.

## Descripción
Nace en los picos de Gredos y corre sucesivamente al sureste y al suroeste, con gran inclinación, por un profundo cauce hasta llegar a la parte llana del valle, donde discurre lentamente por un lecho superficial y pedregoso.
Tiene algunos afluentes de escasa importancia y es de curso perenne en la mayor parte de su longitud; según comenta Martín Donayre en su Descripción física y geológica de la provincia de Ávila (1879) solamente dejaba de correr durante el estío en las inmediaciones del Tiétar. Comenta este mismo autor cómo «la parte media de su cuenca abunda en manantiales y se halla cubierta por espesos robledales, frescas praderas y grupos de frondosos nogales y castaños, árboles que allí alcanzan extraordinario desarrollo».
Martín Donayre la hace un afluente del río Tiétar, mientras que el Diccionario geográfico-estadístico-histórico de España y sus posesiones de Ultramar de Madoz sostiene que une su curso con la garganta de Alardos antes de desembocar la unión de ambas en el Tiétar. Hoy día el Mapa Topográfico Nacional pone su fin en la garganta de Alardos poco antes de que esta desemboque en el Tiétar, aguas abajo del embalse de Rosarito. Perteneciente a la cuenca hidrográfica del Tajo, sus aguas acaban vertidas en el océano Atlántico.